# Linha 2 do Metrô do Panamá
A Linha 2: San Miguelito ↔ Nuevo Tocumen é uma das linhas em construção do Metrô do Panamá.